# Alamosiet
Het mineraal alamosiet is een loodsilicaat, een inosilicaat in verbinding met lood met molecuulformule Pb(SiO3). Het is een inosilicaat. Het is kleurloos tot wit, het heeft een witte streepkleur en een adamantienglans. Alamosiet heeft een monoklien kristalstelsel en de splijting is perfect volgens kristalvlak [010]. De massadichtheid is 6,49 kg/l en de hardheid is 4,5. De silica in de vorm van viervlakken liggen in alamosiet in een enkelvoudige keten, maar anders dan in pyroxenen.
De naam alamosiet komt van de typelocatie van het mineraal: de stad Álamos in Mexico. Alamosiet komt behalve op de typelocatie ook relatief frequent in de Mexicaanse staat Hidalgo voor en de staat Arizona in  Amerika. Het blijft desondanks een vrij zeldzaam secundair mineraal dat ontstaat door oxidatie van afzettingen met veel lood, dus komt vaak in associatie met andere loodrijke mineralen voor, zoals met leadhilliet.

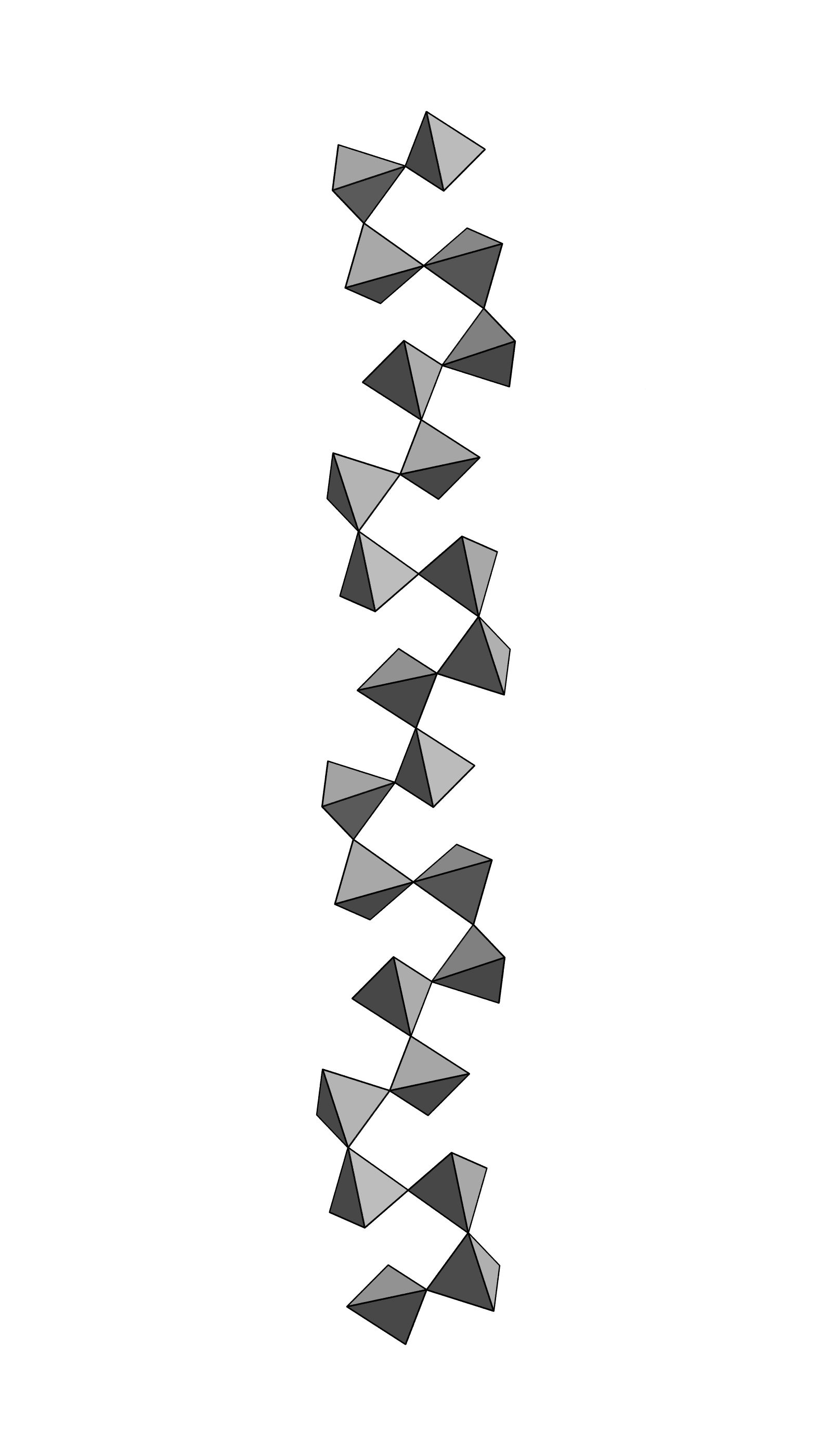
kristalstructuur

## Websites
- webmineral.com. Alamosite Mineral Data
- Alamosite.